# Strongylopus kilimanjaro
Espèce
Statut de conservation UICN

 DD  : Données insuffisantes
Strongylopus kilimanjaro est une espèce d'amphibiens de la famille des Pyxicephalidae.

## Répartition
Cette espèce est endémique du Kilimandjaro dans le nord de la Tanzanie. Elle a été découverte à environ 3 230 m d'altitude.

## Étymologie
Cette espèce est nommée en référence au lieu de sa découverte, le Kilimandjaro.

## Publication originale
- Clarke & Poynton, 2005 : A new species of stream frog, Strongylopus (Anura: Ranidae) from Mount Kilimanjaro, Tanzania, with comments on a "northern volcanic mountains group" within the genus. African Journal of Herpetology, vol. 54, p. 53-60.